# 加姆斯泰因山
47°43′46″N 14°46′39″E / 47.729403°N 14.777517°E

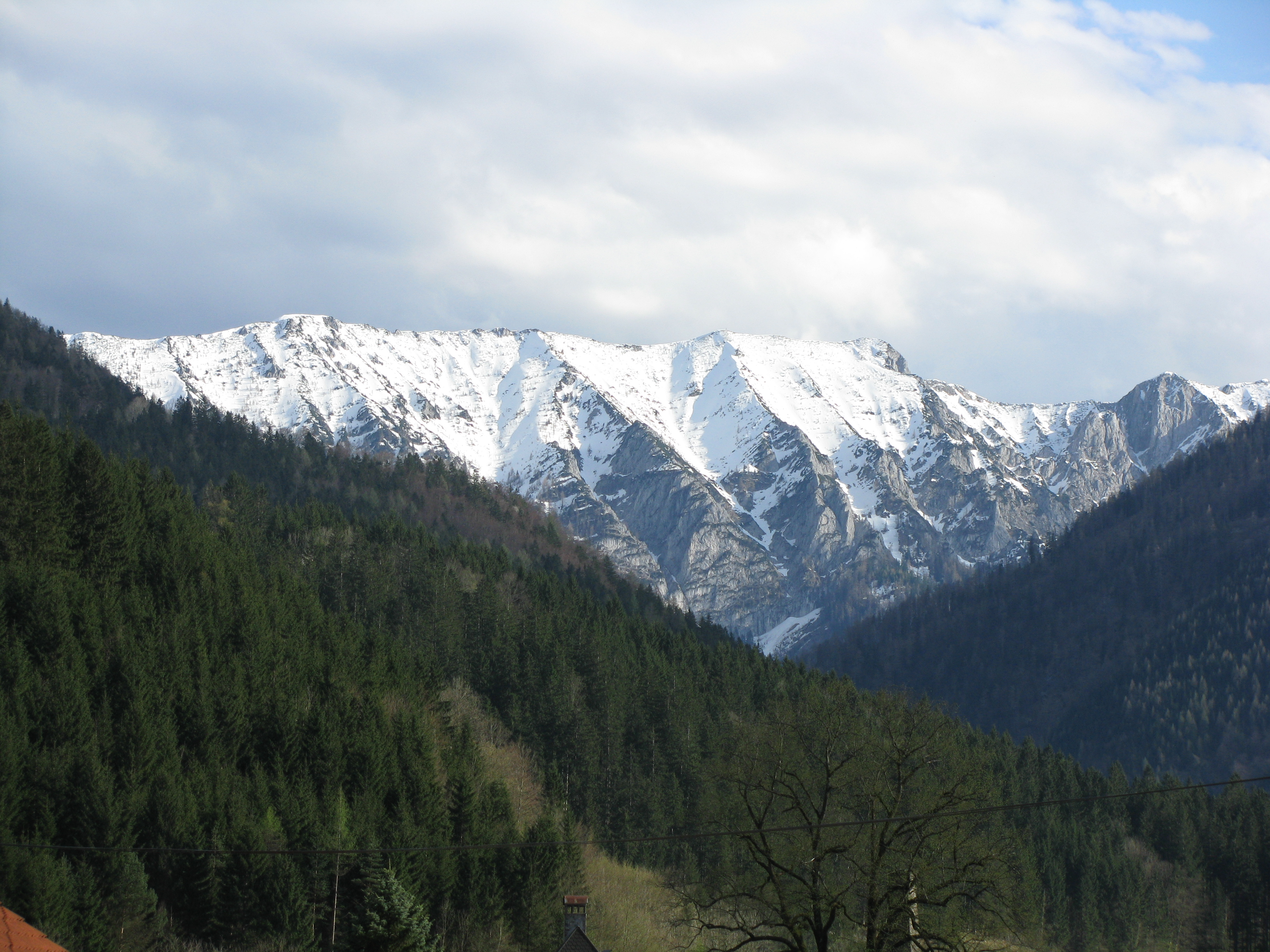

加姆斯泰因山（德語：Gamsstein），是奧地利的山峰，位於該國東部，處於下奧地利州和施泰爾馬克州接壤的邊界，屬於伊布斯阿爾卑斯山脈的一部分，距離霍赫卡山9公里，海拔高度1,774米。